# Abelharuco-montês
Abelharuco-montês ou abelharuco-da-montanha (Merops oreobates) é uma espécie de ave da família Meropidae. Pode ser encontrada nos seguintes países: Burundi, República Democrática do Congo, Etiópia, Quénia, Ruanda, Sudão, Tanzânia e Uganda.

## Subespécies
A espécie é monotípica (não são reconhecidas subespécies).